# スティーブン・カズンズ
スティーブン・カズンズ（Steven Cousins、1972年5月24日 - ）は、イギリスチェスター出身の男性フィギュアスケート選手。1992年アルベールビルオリンピック、1994年リレハンメルオリンピック、1998年長野オリンピックイギリス代表。
イギリスフィギュアスケート選手権を8度優勝し、1992年に初の五輪であるアルベールビルオリンピックで12位になる。その後、1994年のリレハンメルオリンピックで9位、1998年の長野オリンピックで6位と順位を上げるが、現役を引退する。
引退後はプロに転向し、スターズ・オン・アイスなどで活躍している。2008年にエレーナ・ベレズナヤとの間に男の子と女の子をもうけたが、2013年離婚。

## 主な戦績
| 大会/年          | 1989-90 | 1990-91 | 1991-92 | 1992-93 | 1993-94 | 1994-95 | 1995-96 | 1996-97 | 1997-98 |
| ---------------- | ------- | ------- | ------- | ------- | ------- | ------- | ------- | ------- | ------- |
| 冬季オリンピック |         |         | 12      |         | 9       |         |         |         | 6       |
| 世界選手権       | 18      | 16      | 16      | 18      | 10      | 8       | 15      | 11      | 7       |
| 欧州選手権       | 15      | 8       | 7       | 9       | 11      | 8       | 4       | 11      | 6       |
| スケートカナダ   |         |         |         |         | 3       |         |         |         |         |
| イギリス選手権   | 1       | 1       | 1       | 1       | 1       | 1       | 1       | 2       | 1       |